# Alyssa Sutherland
Alyssa Sutherland (Brisbane, 23 settembre 1982) è un'attrice e modella australiana stabilitasi a New York.

## Biografia
È nata a Brisbane, in Australia, dove ha frequentato la Craigslea State High School.

## Carriera
La sua carriera di modella è iniziata quando ha vinto nel 1997 "Bonne Belle" l'annuale concorso di selezione di Girlfriend, una rivista giovanile australiana. Dopo la sua vittoria, ha firmato un contratto con Vogue Australia.
Ha lavorato per diversi stilisti calcando le passerelle e prestando il volto a marchi come Ralph Lauren, Valentino, Christian Dior, Yves Saint Laurent, Bulgari, Fendi, Gucci, Giorgio Armani, Hermès, Jean-Paul Gaultier, Salvatore Ferragamo, Trussardi, Krizia, Zuhair Murad, Elie Saab, Kenzo, Yohji Yamamoto, Viktor & Rolf, Thierry Mugler, Alexander McQueen, John Galliano, Gai Mattiolo, Ann Demeulemeester, Romeo Gigli, Diane von Fürstenberg, Dries van Noten, Gianfranco Ferrè, Emanuel Ungaro.
Sono poi occorse copertine per Vogue Australia, Harper Bazaar Singapore, Elle Germania, Glamour Italia. In seguito compare su Vogue (Germania, Australia, Italia, Grecia e America), Elle (Australia e Stati Uniti), Marie-Claire (UK), di Harper Bazaar (Australia), Glamour Italia, ID, Wallpaper, spesso lavorando con famosi fotografi di moda come Herb Ritts, Bruce Weber, Ellen von Unwerth e Steven Meisel.
All'età di ventiquattro anni comincia a farsi conoscere anche nell'ambito cinematografico, con i suoi ruoli in progetti come Il diavolo veste Prada, Day on Fire e Don't Look Up. Mentre a livello televisivo ottiene piccoli ruoli in serie come New Amsterdam, Law & Order e New Gold Mountain.
La fama internazionale arriva quando viene ingaggiata nel ruolo della regina vichinga Aslaug nella serie televisiva Vikings di History, ruolo che ricoprirà dall'ultimo episodio della prima stagione alla quarta stagione. Ed un altro ruolo importante lo avrà nella serie The Mist, prodotta da Spike, poi acquisita da Netflix, in cui ha ricoperto il ruolo principale di Eve Copeland.
Il 31 maggio 2021 si unisce al cast di Evil Dead Rise, il quinto capitolo della celebre saga horror cominciata nel 1981, con il cult The Evil Dead di Sam Raimi.

## Vita privata
Nel 2012, ha sposato il fidanzato di lunga data Laurence Shanet, in Thailandia, da cui ha divorziato l'anno seguente.

## Filmografia

### Attrice

#### Cinema
- The Walk, regia di Carlotta Moye (2001)
- Il diavolo veste Prada (The Devil Wears Prada), regia di David Frankel (2006)
- Day on Fire, regia di Jay Anania (2006)
- Don't Look Up, regia di Fruit Chan (2009)
- La frode (Arbitrage), regia di Nicholas Jarecki (2012)
- The Fortune Theory, regia di Aldo Filiberto (2013)
- Spencer, regia di Geoff Lerer (2013)
- Blood Vessel - Nave assassina (Blood Vessel), regia di Justin Dix (2019)
- La casa - Il risveglio del male (Evil Dead Rise), regia di Lee Cronin (2023)
- The Mental State, regia di James Camali (2023)

#### Televisione
- New Amsterdam – serie TV, episodi 1x6 (2008)
- Huge – serie TV, episodio 1x01 (2008)
- Vikings – serie TV, 35 episodi (2013-2016)
- La nebbia (The Mist) – serie TV, 10 episodi (2017)
- Timeless – serie TV, episodi 2x03 (2018)
- Law & Order - Unità vittime speciali (Law & Order: Special Victims Unit) – serie TV, episodi 12x22-20x11 (2011-2019)
- New Gold Mountain - serie TV, 4 episodi (2021)

## Riconoscimenti
- The Equity Ensemble Awards
  - 2022 - Premio al miglior cast in una miniserie televisiva o film televisivo per New Gold Mountain
- FilmQuest
  - 2019 - Premio alla miglior attrice di supporto per Blood Vessel
  - 2019 - Candidatura la miglior cast per Blood Vessel

## Doppiatrici italiane
Nelle versioni in italiano dei suoi film e delle sue serie TV, Alyssa Sutherland è stata doppiata da:
- Tania De Domenico[9] in Vikings[10]
- Federica De Bortoli[11] ne La nebbia[12]
- Monica Vulcano in Law & Order - Unità vittime speciali
- Selvaggia Quattrini[13] in La casa - Il risveglio del male[14]